# Geografia Brytyjskiego Terytorium Oceanu Indyjskiego

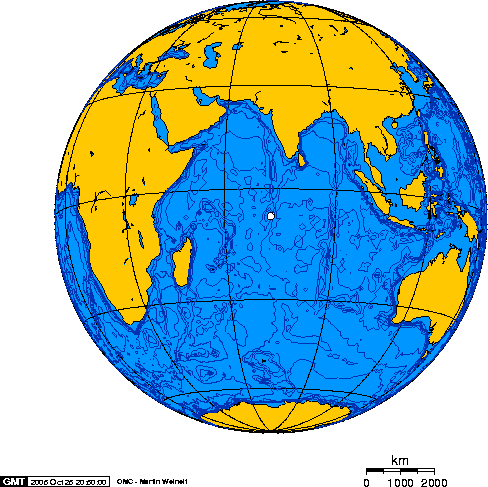
Położenie terytorium – zaznaczone białym punktem

Brytyjskie Terytorium Oceanu Indyjskiego jest wyspiarskim terytorium będącym posiadłością Wielkiej Brytanii. Położone jest w centralnej części Oceanu Indyjskiego, w przybliżeniu w połowie odległości między Afryką, a Australią. Zaliczane jest do obszaru Azji Południowej. Charakteryzuje się nizinnym krajobrazem i tropikalnym klimatem.

## Powierzchnia i skrajne punkty
Powierzchnia – lądowa wynosi 60 km², powierzchnia wraz z wodami to 54,4 tys. km².
Skrajne punkty: północny 5°15'S, południowy 7°42'S, zachodni 70°50'E, wschodni 72°30'E. Wyspy leżą około 500 km na południe od Malediwów i tradycyjnie zalicza się je do Azji.

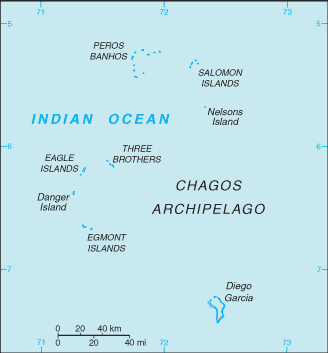
Mapa wysp

Linia brzegowa – 698 km

## Budowa geologiczna i rzeźba
Brytyjskie Terytorium Oceanu Indyjskiego obejmuje archipelag wysp Czagos, składa się z pięciu grup wysp. Łącznie wszystkich wysp koralowych i atoli jest ponad 2 300. Wszystkie wyspy cechują się niskim i piaszczystym wybrzeżem. Największą wyspą jest Diego Garcia o powierzchni 44 km².
Wyspy leżą na oceanicznym grzbiecie – Grzbiet Malediwski i są pochodzenia koralowego, zbudowane z wapieni i osadów koralowych. Wyspy są płaskie i wybitnie nizinne, gdzie średnia wysokość nad poziomem morza wynosi jedynie kilka metrów. Najwyższy punkt leżący na Diego Garcia ma 15 m n.p.m.

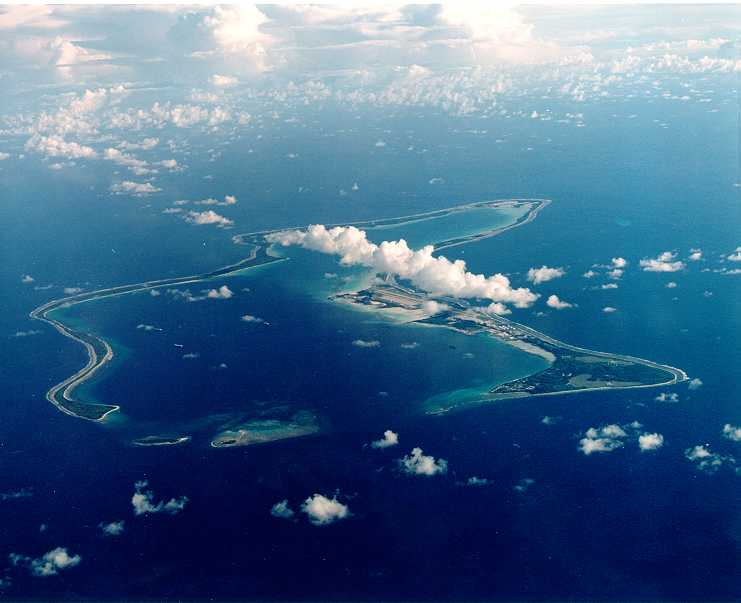
Największa wyspa widziana z wysokości około 10 km

## Klimat
Brytyjskie Terytorium Oceanu Indyjskiego leży w strefie klimatu równikowego wilgotnego, gdzie na klimat mają wpływ wiatry monsunowe i wiejące z południowego wschodu pasaty, które łagodzą temperatury. Przebieg temperatur typowy dla klimatu równikowego, gdzie średnia roczna wynosi 28 °C. Roczne i dobowe amplitudy są niewielkie. Opady nie są niskie w porównaniu ze strefą równikową. Wiąże się to po pierwsze z monsunowym charakterem regionu i z brakiem obszarów wysoko położonych, które wymuszałyby ruchy wznoszące powietrza. Przez cały rok utrzymuje się wysoka wilgotność powietrza i nasłonecznienie.

## Wody
Na wyspach Brytyjskiego Terytorium Oceanu Indyjskiego wody powierzchniowe są bardzo ubogie. Wielkość wysp, płaski teren i niewielkie opady sprawiają, że nie istnieje tam stała sieć rzeczna. Wody, zarówno powierzchniowe jak i gruntowe są zasolone ze względu na bliskość morza.

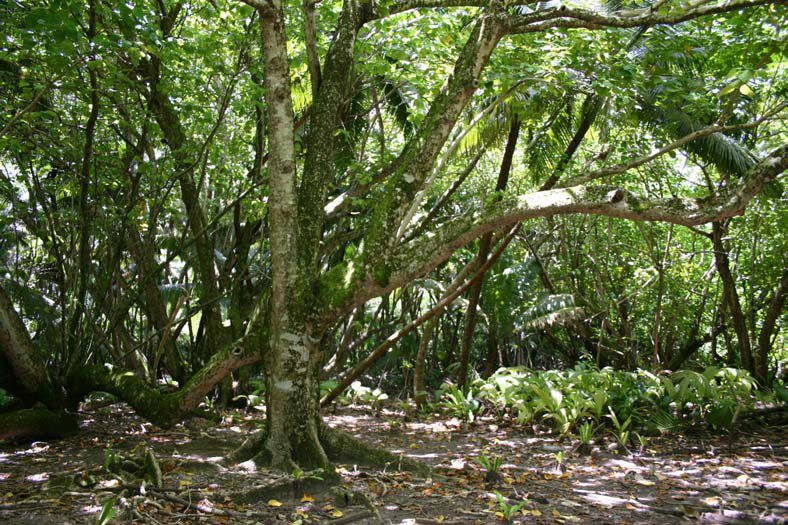
Wiecznie zielony las na jednej z wysp

## Przyroda
Szata roślinna na największej wyspie jest w znacznym stopniu zdegradowana. Mniejsze wyspy cechują się dobrze zachowaną roślinnością. Naturalną formację stanowią zarośla i lasy strefy okołorównikowej. Są to przede wszystkim różne gatunki palm, głównie kokosowych i filaosów. Na wyspach występują paprocie i 41 gatunków roślin kwiatowych W wodach przybrzeżnych występują rafy koralowe. Na niektórych wyspach wybrzeże jest miejscami porośnięte mangrowcami.
Brak dużych ssaków, liczne są zwierzęta drobne prowadzące wodno-lądowych tryb życia. Są to głównie żółwie do których zaliczyć należy m.in. żółwie zielone, a także liczne skorupiaki jak np. kraby palmowe Liczne są też ptaki morskie, gdzie w regionie tym występują 33 gatunki tych zwierząt.